# Pierre Séguy
Pierre Séguy, eigentlich Otto Robert Steinschneider (* 5. November 1921 in Wien; † 20. Dezember 2004 in Saarbrücken), war ein österreichisch-französischer Widerstandskämpfer, Journalist und Wegbereiter des französischen Chansons in Deutschland.

## Leben
Pierre Séguy wurde unter dem Namen Otto Robert Steinschneider in Wien geboren. Aufgrund ihrer jüdischen Herkunft emigrierten seine Eltern 1938 mit ihm und seinem Zwillingsbruder Herbert Leo (1921–1990) nach Grenoble. Dort ging er zur Schule und nahm eine journalistische Laufbahn auf. Nach dem Einmarsch der deutschen Truppen in Frankreich im Zweiten Weltkrieg schloss er sich der Résistance im Département Drôme an. Hier nahm er als nom de guerre den Decknamen Pierre Séguy an.
Nach dem Ende des Zweiten Weltkriegs kehrte Steinschneider zunächst nach Österreich zurück und wurde im Auftrag der französischen Behörden Leiter des Rundfunksenders Dornbirn in der französischen Besatzungszone. 1946 wurde er als Offizier der französischen Besatzungsstreitkräfte ins Saarland versetzt. Im September 1947 übernahm er die Sendeleitung bei Radio Saarbrücken. Ab 1965 arbeitete er unter dem Namen Pierre Séguy für den Saarländischen Rundfunk und moderierte während mehr als 30 Jahren Sendungen wie C'est ça qu'on chante en France und Chanson de Paris. Er veranstaltete Chansonabende und das Festival Chanson in Saarbrücken. Pierre Séguy, der die Großen des französischen Chansons teils persönlich kannte, darunter Juliette Gréco, Georges Moustaki, Jacques Brel und Georges Brassens, trug wesentlich dazu bei, das französische Chanson in Deutschland bekannt zu machen.
Im Laufe seiner Tätigkeit legte Séguy eine umfangreiche Sammlung an, die über 40.000 Musikaufnahmen, zahlreiche Chansonzeitschriften, Pressedossiers, Sendetexte, Abhandlungen und Zeitungsausschnitte umfasst. Er stiftete sie dem Archiv für Textmusikforschung in Innsbruck. Er war zudem Philatelist und Mitbegründer des Philatelistenverbandes im Saarland und des Saarhandbuches.
Séguy starb 2004 im Alter von 83 Jahren. 
Er war mit der österreichischen Journalistin und Schauspielerin Irmengard Peller-Séguy (1919–2019) verheiratet. Er war ein Cousin des am 11. Juni 1944 von SS-Truppen bei Bellac ermordeten Adolf Moritz Steinschneider, der seit 1933 im französischen Exil lebte. Sein Urgroßvater war der Orientalist Moritz Steinschneider.

## Ehrungen
- Ehrenbürger der Universität Innsbruck (2002)
- Ritter der französischen Ehrenlegion (1999)
- Bundesverdienstkreuz am Bande